# Эри СиВулвз
Эри СиВулвз (англ. Erie SeaWolves, рус. Морской Волки в Эри) — профессиональный бейсбольный клуб, выступающий в незначительной лиге бейсбола. Команда была основана в 1995 году. Клуб базируется в городе Эри (Пенсильвания). С 1995 года выступает на стадионе Джерри Ухт парк.

## Названия
- Erie SeaWolves (1995-наст.)